# Лауттасаари (станция метро)
Лауттасаари (фин. Lauttasaari или по-шведски Друмсё швед. Drumsö) — одна из восьми станций Хельсинкского метрополитена, открывшихся 18 ноября 2017 года.
Станция располагается в районе Лауттасаари, между станциями Руохолахти до которой 2,2 км и Койвусаари до которой 1,6 км.
Имеется одна островная платформа, один из выходов располагается на улице Лауттасаарентие (фин. Lauttasaarentie) или по-шведски Друмсёвеген (швед. Drumsövägen), а второй на улице Юлденинтие (фин. Gyldenintie). Планируется, что пассажиропоток станции будет 20 000 человек. 
Первая по маршруту станция метро, которая располагается в Эспоо